# Heusdenhout
Heusdenhout is een wijk in het oosten van Breda, gelegen tussen de Tilburgseweg en de Franklin Rooseveltlaan. De wijk werd in de jaren zeventig gebouwd. Ze grenst aan de wijk Brabantpark.
De wijk is vernoemd naar de gelijknamige buurtschap. De Sint-Annakapel werd in 1518 gesticht en diende als kerkje.
Er zijn zowel hoogbouw- als laagbouwwoningen, ook zijn er veel hofjes. De wijk is in het algemeen ruim van opzet. Ze beschikt over een winkelcentrum. Per openbaar vervoer is Heusdenhout bereikbaar met stadslijnen 1 en 5 van Arriva.